# たべコレ
『たべコレ』は、2011年10月2日から2013年3月31日までテレビ東京で放送されていたグルメバラエティ番組である。

## 概要
当時テレビ東京とソケッツが提供していた同名のAndroid用アプリ「たべコレ」との連動を目的とした番組。バカリズムがMCを兼ねた天の声役を、そして三村ロンドがナレーターを務めていた。他にキャイ〜ンの天野ひろゆきがレギュラー出演していた。

## コーナー

### 最後の晩餐レストラン
食通として知られる有名人が4人登場し、各々が生涯を閉じる前に「最後の晩餐」として食べたいと思う料理をVTRで紹介。
このコーナーには以下の有名人たちが出演した。
- #1 木村祐一、森崎友紀、柳生九兵衛（B級グルメ王）、辻口博啓
- #2 道端アンジェリカ、山本千尋、加藤友康（つるとんたん社長）、小島よしお、伊達みきお（サンドウィッチマン）
- #3 来栖けい、亀恭子、小林孝充、本村健太郎
- #4 SHIORI、園山真希絵、大鶴義丹、渡部建（アンジャッシュ）
- #5 堤下敦（インパルス）、品田英雄、横川潤、藤巻幸夫
- #6 山本益博、倉本康子、宮森宏和、鈴木登紀子
- #8 虻川美穂子（北陽）、青木誠（ラーメン評論家）、釈恵美子、伊達友美
- #9 大地真央、西川史子、ベリッシモ・フランチェスコ、桑野信義
- #12 村上萌、假屋崎省吾、渡辺佳恵、渡辺えり
- #13 福澤朗、仁香、加藤夏希、押切もえ
- #14 青山有紀、桝谷周一郎、石山勇人、西山知義
- #17 ギャル曽根、倉田真由美、柿沢安耶、伊藤彰（当時日本サブウェイ社長）
- #18 パンツェッタ・ジローラモ、ドロンズ石本、跡部泰正、高木ゑみ
- #19 鎧塚俊彦、園山真希絵、スイーツ番長、桃華絵里
- #20 山田英季、有坂翔太、挙杉慎一、五十嵐豪
- #23 LiLiCo、KEIJI、中川愛美、はんつ遠藤
- #26 藤森慎吾（オリエンタルラジオ）、小椋ケンイチ、浜田峰子、木下あおい、鶴田麻里子、庄司いずみ、田中マヤ
- #31 たかの友梨、華麗叫子、大森麻里、凜華せら
- #36 林家三平、草間淑江、鵜飼真妃、村瀬美幸
- #40 麻木久仁子、大河内志保、高岡由美子、ふなつ一輝
- #43 美優、室谷真由美、原綾子、柴田陽子
- #47 千野志麻、小林麻耶、柳沼淳子、中田有紀
- #56 IMALU、コロッケ、柏原光太郎、本島美和
- #60 神田うの、YOU、大渕愛子、Ms.OOJA
- #65 竹財輝之助、国生さゆり、林家正蔵、八代亜紀
- #67 ソンミ、金子貴俊、早見優、アグネス・チャン

### 有名人の食歴レストラン
ゲストの食通有名人が薦める料理店、またはたべコレアプリの「食歴」に記録されている料理店を4軒VTRで紹介。料理の紹介があるたびに、その料理がスタジオにいるゲストたちの前にベルトコンベアーで運ばれる（左右交互に流れてくる）。ゲスト1人が食べられるのはそのうちの1品だけであり、料理に手を付けたゲストの席には「食事済み」と書かれたカードが置かれる。
このコーナーには以下の有名人たちが出演した。
- 天野ひろゆき（キャイ〜ン）
- 園山真希絵
- 森崎友紀
- 来栖けい
- 本谷亜紀
- ロシアン佐藤
- 亀恭子
- 石山勇人
- SHIORI
- 川越達也
- LiLiCo
- おぐねー
- 青山有紀
- 小森純
- クリス松村
- 東貴博（Take2）

### 生き残りレストラン
値段を当てれば何品でも食べられる生き残りレストラン。

### シェフごはん
一流のシェフが、家庭でもできる簡単な料理のレシピを紹介。

## スタッフ

### 番組終了時のスタッフ
- 構成：西田哲也、八代丈寛、つじまこと、オオガネク
- リサーチ：但馬昌樹
- TD：田中圭介
- 映像：辻源之
- カメラ：吉田健吾
- 音声：五十嵐公彦
- 照明：和気義幸
- 美術：小越敏彦、金森明日香
- 編集：三井慎一郎
- MA：長瀬貴広
- 音効：譲矢健志
- CG：島崎巨展
- メイク：山田かつら
- 番宣：外池由美（テレビ東京）
- 技術協力：テクノマックス、テレビ東京アート、港家、ALTX、東宝舞台、テレフィット、テルミック、ナカムラ綜美、ヌーベルバーグ
- AP：神山亜弓（以前はデスク）
- デスク：野本梢
- AD：海塩一成
- ディレクター：木下大揮、齋藤裕弘、鈴木麻里恵（以前はAD）、石井麻由（以前はAD）
- プロデューサー：酒井英樹（零CREATE）
- プロデューサー・演出：桑原宏次（テレビ東京）
- ブレーン：水谷豊（テレビ東京。以前はプロデューサー）
- 制作協力：零CREATE
- 制作著作：テレビ東京

### 途中まで参加していたスタッフ
- 構成：夏衣琉仁
- ディレクター：井上貴詞、魚田英孝
- チーフプロデューサー：永井宏明（テレビ東京）

## 放送局
| 放送対象地域 | 放送局       | 系列           | 放送日時 | 備考                                                                                |
| ------------ | ------------ | -------------- | --- | ----------------------------------------------------------------------------------- |
| 関東広域圏   | テレビ東京   | テレビ東京系列 | 日曜 11:55 - 12:20 （2011年10月2日 - 2012年3月25日） 日曜 11:55 - 12:25 （2012年4月1日 - 2013年3月31日）                      | 製作局                                                                              |
| 北海道       | テレビ北海道 | テレビ東京系列 | 火曜 18:30 - 19:00 （2012年9月18日） 月曜 11:00 - 11:30 （2012年10月8日） 火曜 12:30 - 13:00 （2013年7月2日 - 2013年9月10日） |                                                                                     |
| 愛媛県       | 南海放送     | 日本テレビ系列 | 日曜 17:00 - 17:30 （2012年4月1日 - 2012年9月30日）                                                                           | 28日遅れ → 14日遅れ テレビ東京での2012年3月25日放送分と4月1日放送分については未放送 |
| 福島県       | 福島テレビ   | フジテレビ系列 | 水曜 15:30 - 15:55 （2012年4月4日 - 2012年4月11日） 水曜 15:30 - 16:00 （2012年4月18日 - 2012年5月2日）                       |                                                                                     |
| 静岡県       | テレビ静岡   | フジテレビ系列 | 金曜 00:35 - 01:05 （2012年10月5日 - 2013年3月29日）                                                                          | 26日遅れ                                                                            |
| 和歌山県     | テレビ和歌山 | 独立局         | 金曜 21:30 - 22:00 （2012年12月14日） 木曜 22:00 - 22:30 （2012年12月20日） 日曜 22:00 - 22:30 （2012年12月23日）             |                                                                                     |